# Shashi Tharoor
Shashi Tharoor (malayalam ശശി തരൂർ), född 9 mars 1956, är en indisk politiker och författare som två gånger har valts till parlamentsledamot (i Lok Sabha) i Indien. Han kommer från from Thiruvananthapuram i Kerala.
Tharoor har varit utrikesminister (External Affairs) (2009–2010) och utbildningsminister (Human Resource Development (2012-2014). Han är medlem i Kongresspartiet och var dess officiella talesperson från januari till oktober 2014. Fram till 2007 gjorde han karriär i Förenta nationerna och nådde nivån under-general-sekreterare med ansvaret för Communications and Public Information (Kommunikation och offentlig information) år 2001. Men efter 29 års tjänst offentliggjorde han att han skulle lämna FN efter att med liten marginal kommit tvåa i omröstningen till generalsekreterare år 2006, när Ban Ki-moon tillträdde den tjänsten.
Tharoor har skrivit 15 bästsäljande böcker, både skönlitterära verk och fackböcker, med början 1981. Alla böckerna handlar om Indien, bland annat om dess historia, kultur, film, politik, samhälle, utrikespolitik. Han har också skrivit hundratals kolumner och artiklar i till exempel the New York Times, Washington Post, TIME, Newsweek, and The Times of India. Han har arbetat två år som redaktör på Newsweek International. Från 2010 till 2012 skrev han en återkommande kolumn i The Asian Age/Deccan Chronicle och under större delen av 2012 skrev han en kolumn i Mail Today. Han skriver också en månatlig kolumn i Project Syndicate.